# ماکس والشاید
ماکس والشاید (انگلیسی: Max Walscheid؛ زادهٔ ۱۳ ژوئن ۱۹۹۳ ‏(۳۱ سال)) دوچرخه‌سوار اهل آلمان است.
از باشگاه‌هایی که در آن بازی کرده‌است می‌توان به تیم سانوب، و تیم سانوب، و تیم دوچرخه‌سواری اشتاتینگ سرویس گروپ اشاره کرد.